# Cryptobia neghmei
Cryptobia neghmei is een soort in de taxonomische indeling van de Euglenozoa. Deze micro-organismen zijn eencellig en meestal rond de 15-40 mm groot. Het organisme komt uit het geslacht Cryptobia en behoort tot de familie Bodonidae. Cryptobia neghmei werd in 1961 ontdekt door Khan, Lobos, García, Muñoz, Valdebenito & George-Nacimento.